# Daniel Danoot
Daniel Danoot, mort en 1733, est un poète et dramaturge bruxellois de langue néerlandaise, qui vivait dans la capitale du Brabant dans la seconde moitié du XVIIe siècle.

## Vie
Sa vie est mal connue, sans doute s'identifie-t-il avec le Daniel Dannoot (sic) qui épousa en l'église de Saint-Géry le 21 février 1672 Marie Zeevaert (témoins : Joachim Zeevaert et Marc de Vos).
Daniel Danoot époux de Maria Zeevaert, est le fils de Ludovicus Danoot et d'Emerentiana Spierinx, le petit-fils de Ludovicus Danoot et Elisabeth Arys, l'arrière-petit-fils de Lenaert Danoot et d'Elisabeth de Keyser.
Daniel Danoot et Maria Zeevaert, eurent parmi leurs enfants, Jean-Norbert Danoot, doyen du métier des merciers en 1717 et 1734, official du comptoir des vins de la ville de Bruxelles, et en même temps marchand de papier, plumes et encre près de la Chapelle de Bon Secours, qui avait été admis moyennant réhabilitation par le Conseil souverain de Brabant pour avoir eu une activité commerciale, au lignage Steenweeghs le 9 mars 1753, du chef d'Henrick de Keijser qui avait été Huit de la Lakengulde pour le lignage Steenweeghs en 1446.

## Activité littéraire
Il était un membre actif de la société "Mater Blomme", une chambre de rhétorique, nom donné dans les Pays-Bas à des sociétés littéraires très vivantes qui permettaient aux membres des métiers et des négoces de participer activement à la vie littéraire à une époque ou souvent, dans d'autres pays, la création littéraire voire la lecture était l'apanage d'une petite élite intellectuelle.
L'on conserve de lui deux tragédies qui, selon le jugement sévère de P.G. Witsen Geysbeek, ne présentent aucun autre intérêt que les curiosités qui s'y trouvent.

## Œuvres publiées
- Aller wonderheden wonderen schat oft mirakel der mirakelen. Historiaelspel. Op rym gestelt in het jaer 1670 ende alsnu in tweeden druk verbetert, Bruxelles, chez la veuve Gielis Stryckwant, 1720.
- De H. Roomsche kerck triompheert door de wapenen van Leopoldus I. verthoont door de Borgherlyke confrérie van de MATER BLOMME, voerende de Deviese : SUYVER IN LIEFDE, binnen Brussel.